# Bantam B
Catégorie d’âge du sport canadien. Entre le Pee-Wee et le Midget.
Du moins bon au meilleur :
- Bantam C (rare)
- Bantam B
- Bantam A
- Bantam CC
- Bantam BB (rare)
- Bantam AA
- Bantam AAA